# Aerofono

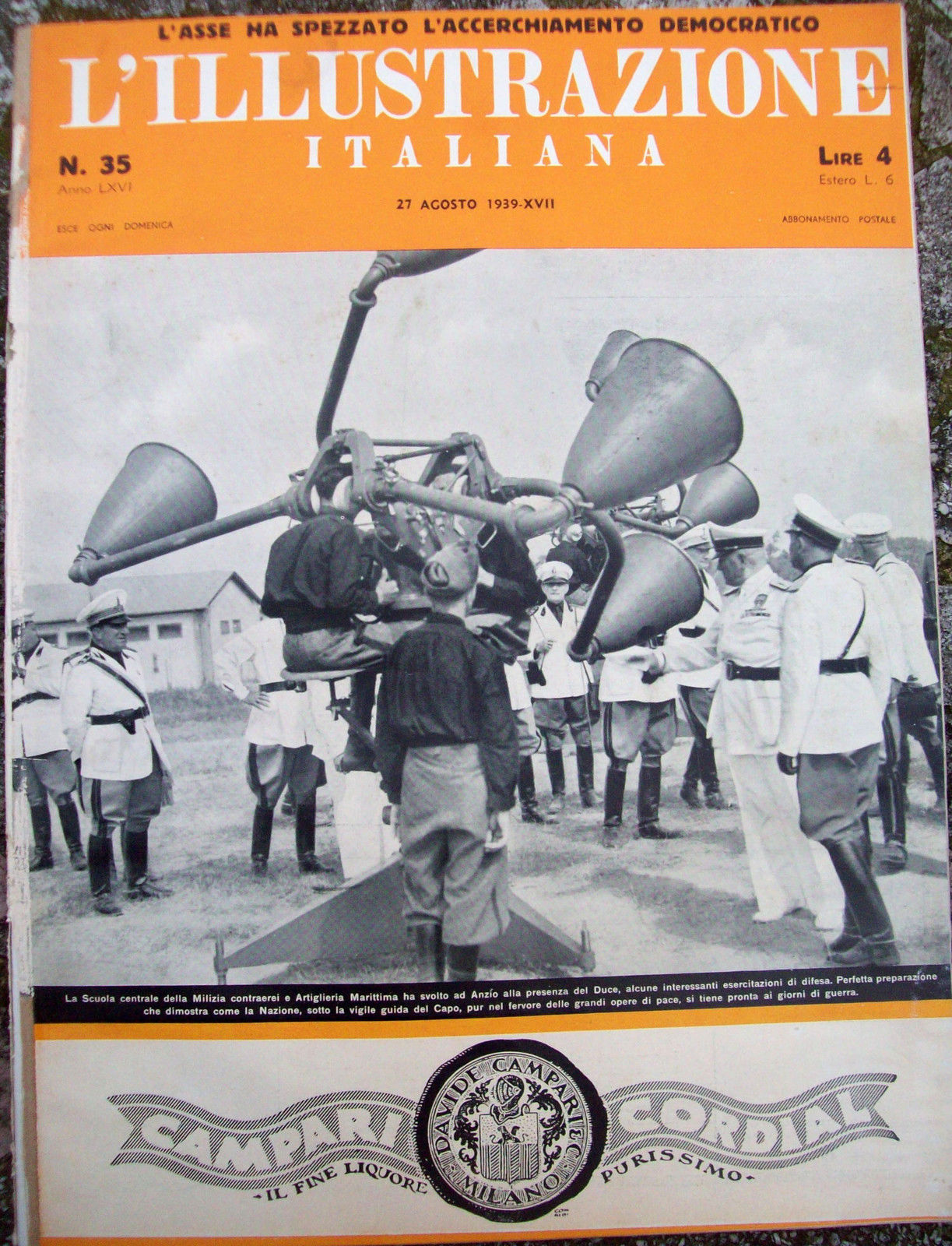
Copertina de "L'Illustrazione Italiana" n.35 del 1939-08-27 - XVIII. Esercitazione militare italiana con aerofono

L'aerofono è un apparecchio utilizzato, in particolare durante la seconda guerra mondiale, per captare in anticipo il rumore degli aerei nemici in avvicinamento, ed aiutare a localizzarne la provenienza. Venne utilizzato da volontari ciechi che potevano così sfruttare la loro maggiore capacità uditiva rispetto ad individui normodotati.